# Local do Primeiro Congresso Nacional do Partido Comunista da China
O Local do Primeiro Congresso Nacional do Partido Comunista da China (em chinês:  中国共产党第一次全国代表大会会址) está preservado como um museu em Xangai, na China. Está localizado em Xintiandi, na Estrada Xingye (antiga Rue Wantz, na Concessão Francesa de Xangai). Está localizado nos históricos edifícios shikumen, nos quais o 1.º Congresso Nacional do Partido Comunista Chinês ocorreu durante o mês de julho de 1921.
O museu combina exposições sobre a história da China, a história da cidade de Xangai e os eventos em torno da fundação do Partido Comunista da China.

## Transporte
O museu fica a uma curta caminhada ao sul da Estação Rodoviária de Huangpi do Sul do Metropolitano de Xangai.

## Galeria

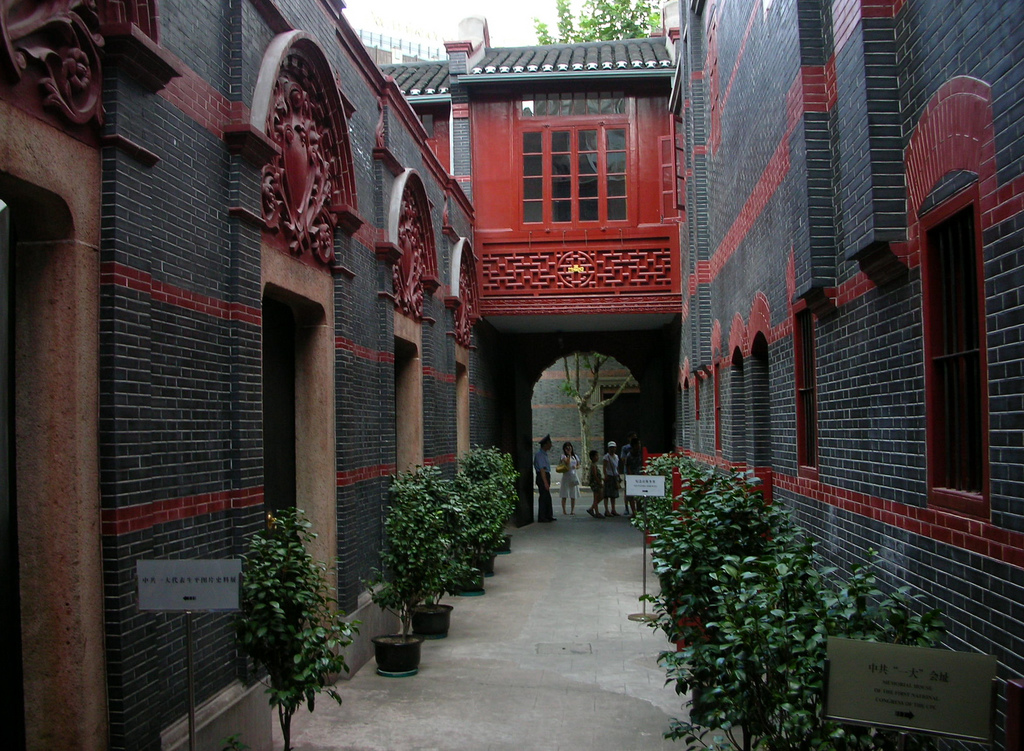
Beco interno do local.
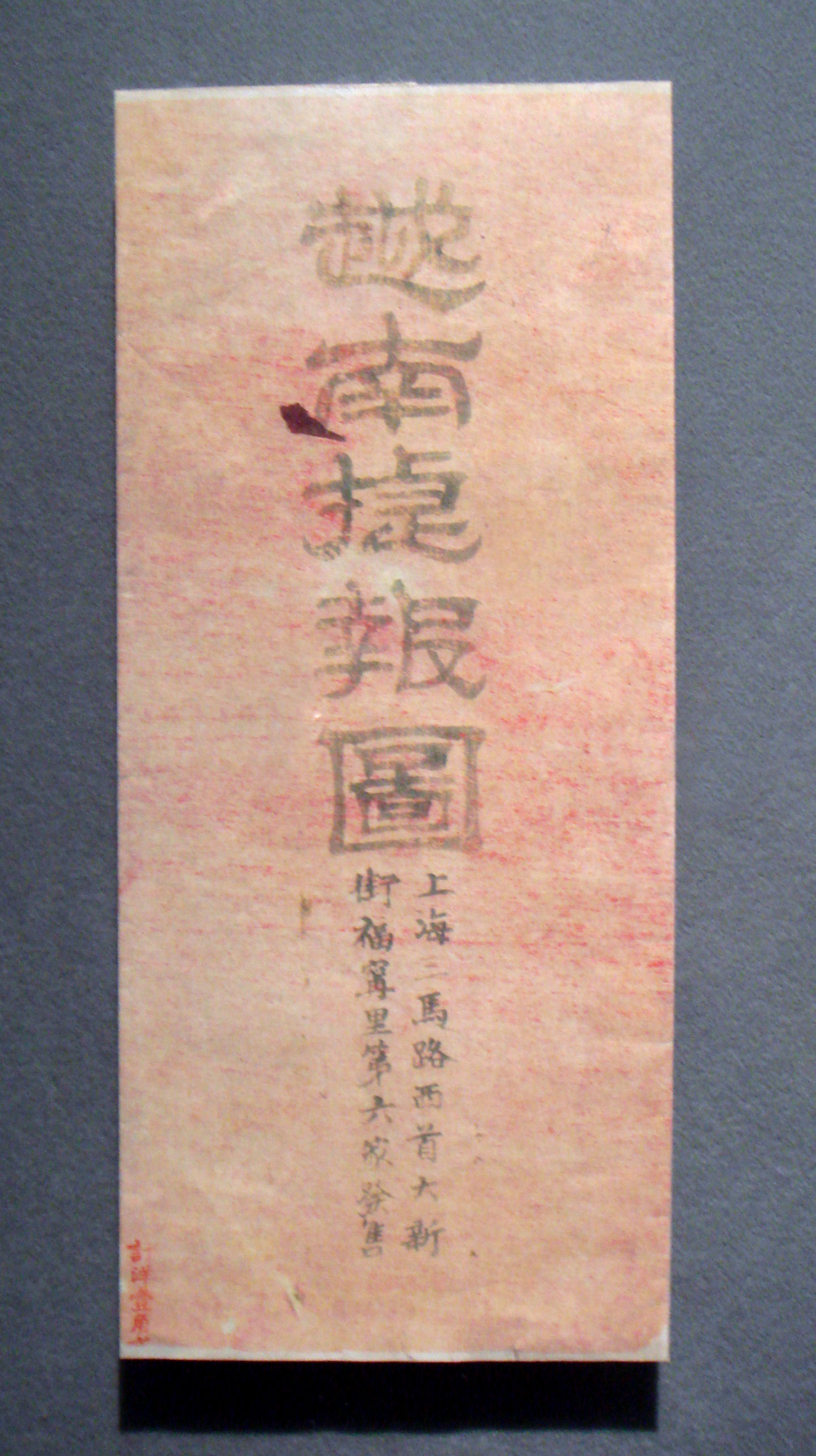
Relatório chinês sobre a Guerra Sino-Francesa, impresso em Xangai, 1883-1885.
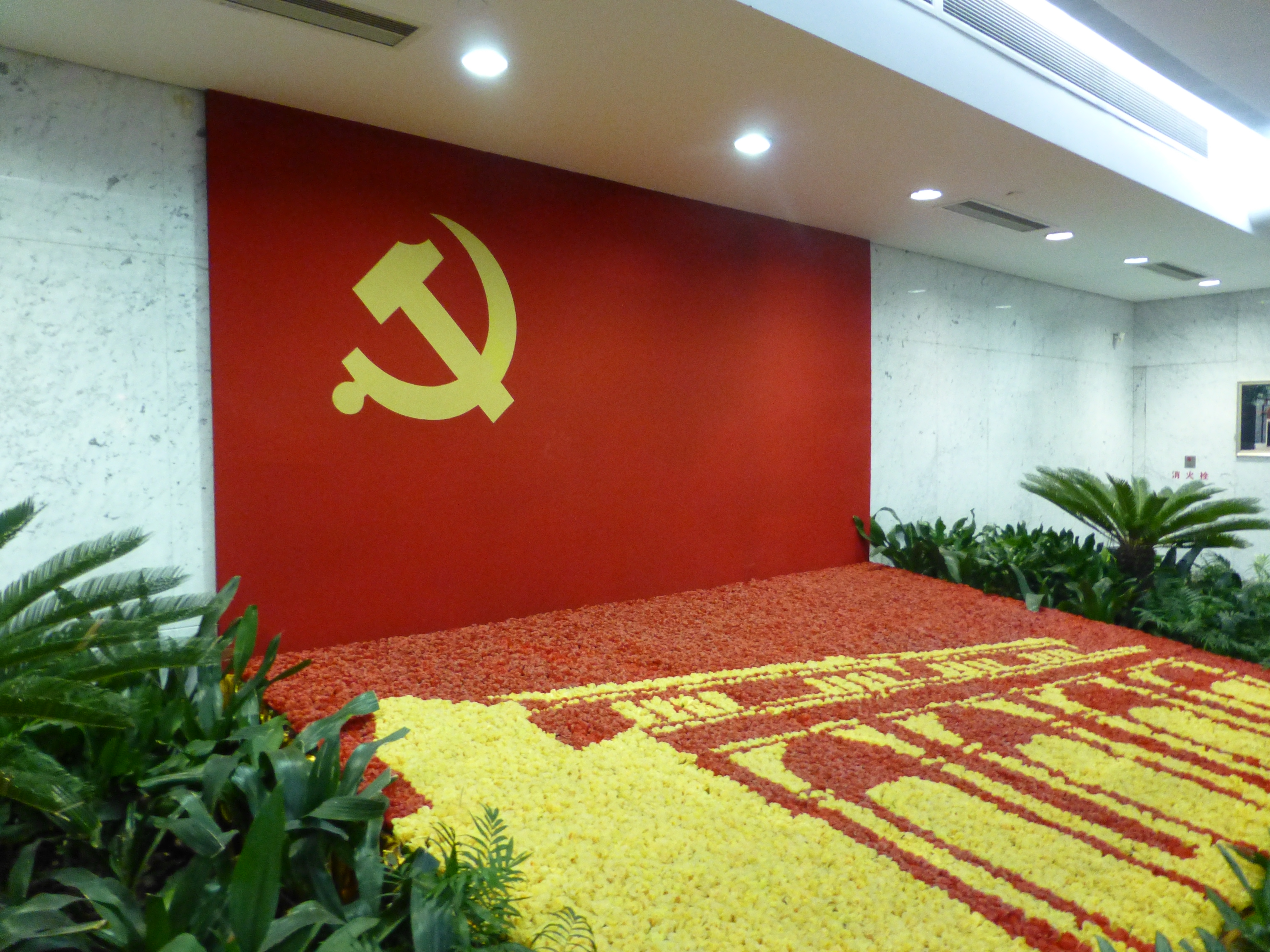
O átrio de entrada, com bandeira do Partido e arranjos florais.